# Блок періодичної системи

Блоки періодичної таблиці

Блок періодичної таблиці — сукупність елементів періодичної таблиці з однаковими симетріями орбіталей валентних електронів. Уперше цей термін запровадив французький фізик Шарль Жане. Існують s-, p-, d- та f-блоки, гіпотетично g-блок.
Така класифікація хімічних елементів іноді застосовується поряд зі звичною класифікацією за хімічними власитвостями. У ній Гідроген, Гелій, лужні метали та лужноземельні метали потрапляють в один s-блок, попри те, що Гелій — інертний газ.

## Електронна конфігурація
Електронна конфігурація — послідовність розташування електронів на різних електронних оболонках атома хімічного елемента:
| Блок   | 1s2 | 2s2 | 2p6  | 3s2 | 3p6  | 4s2 | 3d10 | 4p6  | 5s2 | 4d10 | 5p6  | 6s2 | 4f14 | 5d10 | 6p6  | 7s2 | 5f14 | 6d10 | 7p6  |
| l      | 0   | 0   | 1    | 0   | 1    | 0   | 2    | 1    | 0   | 2    | 1    | 0   | 3    | 2    | 1    | 0   | 3    | 2    | 1    |
| w      | 1   | 2   | 2.75 | 3   | 3.75 | 4   | 4.5  | 4.75 | 5   | 5.5  | 5.75 | 6   | 6.25 | 6.50 | 6.75 | 7   | 7.25 | 7.50 | 7.75 |
| Период | 1   | 2   |      | 3   |      | 4   |      |      | 5   |      |      | 6   |      |      |      | 7   |      |      |      |

Як показано в таблиці, електрони займають різні електронні орбіталі за фундаментальним принципом нарощування, який полягає в тому, що в основному стані атома, або іона, електрон спочатку займає енергетичний рівень з найменшою доступною енергією, яка визначається повним квантовим числом {\displaystyle w=n+3l/4}, де {\displaystyle n} — головне квантове число, {\displaystyle l} — азимутальне квантове число, яке визначає блок в структурі періодичної системи. Період визначає ціла частина повниого квантового числоа {\displaystyle w}. Наявність азимутального квантового числа {\displaystyle l} призводить до того, що лише блоки s2  та p6 з'являються у своєму періоді, в той час, як блок d10 з'являється на один період пізніше, а блок f14 — на два.

Назви блоків збігається з назвою характеристичної орбіталі, на якій розташовуються валентні електрони:
- s-блок, {\displaystyle l} = 0.
- p-блок, {\displaystyle l} = 1.
- d-блок, {\displaystyle l} = 2.
- f-блок, {\displaystyle l} = 3.
- g-блок, {\displaystyle l} = 4.